# Patryk Rozgwiazda Show
Patryk Rozgwiazda Show (ang. The Patrick Star Show, od 2021) – amerykański serial animowany wyprodukowany przez wytwórnie United Plankton Pictures, Inc. oraz Nickelodeon Animation Studio. Jest to spin-off serialu SpongeBob Kanciastoporty i opowiada o perypetiach Patryka Rozgwiazdy, który zostaje gospodarzem własnego nocnego talk-show.
Premiera serialu odbyła się w Stanach Zjednoczonych 9 lipca 2021 na amerykańskim Nickelodeon. W Polsce serial zadebiutował 13 maja 2022 na antenie Nickelodeon Polska oraz Nicktoons.

## Fabuła
Serial opisuje perypetie Patryka Rozgwiazdy, który zostaje gospodarzem własnego nocnego talk-show. Głównym tematem udawanego telewizyjnego programu jest życie jego oraz członków rodziny.

## Obsada
- Bill Fagerbakke – Patryk Rozgwiazda[3]
- Tom Wilson – Czesław Rozgwiazda[3]
- Cree Summer –
  - Bożenka Rozgwiazda[3],
  - Babcia Obłynos[3]
- Jill Talley – Kalmarka Rozgwiazda[3]
- Dana Snyder – Dziadek Rozgwiazda[3]
- Tom Kenny – Ouchie
- Dee Bradley Baker – Tinkle

## Produkcja
10 sierpnia 2020 zapowiedziano spin-off serialu SpongeBob Kanciastoporty (drugi spin-off po Koralowym obozie: Młodzieńczych latach SpongeBoba), którego głównym bohaterem będzie Patryk Rozgwiazda. W marcu 2021 zostało potwierdzone, że stacja Nickelodeon otrzymała zamówienie na pierwsze trzynaście odcinków serialu, a jego produkcja rozpoczęła się latem 2021 roku. 17 czerwca 2021 ogłoszono, że premiera serialu będzie mieć premierę 9 lipca 2021.
21 marca 2022 ogłoszono, że stacja Nickelodeon dostała zamówienie na drugi sezon.

## Spis odcinków
| Premiera                | №  | Tytuł polski                              | Tytuł angielski                    |
| ----------------------- | -- | ----------------------------------------- | ---------------------------------- |
| SERIA PIERWSZA          |    |                                           |                                    |
| 13.05.2022 (Nicktoons)  | 01 | Spóźniony na śniadanie                    | Late for Breakfast                 |
| 13.05.2022 (Nicktoons)  | 01 | Na robocie                                | Bummer Jobs                        |
| 20.05.2022              | 02 | Wojna na schodach                         | Stair Wars                         |
| 20.05.2022              | 02 | Wrogowie z fasonem                        | Enemies à la Mode                  |
| 17.05.2022              | 03 | W kanapie                                 | Lost in Couch                      |
| 18.05.2022              | 03 | Pat-a-ton                                 | Pat-a-thon                         |
| 22.05.2022 (Nicktoons)  | 04 | Wyprzedaż garażowa                        | The Yard Sale                      |
| 19.05.2022              | 05 | Pomocnik Kalmarki                         | Squidina’s Little Helper           |
| 24.05.2022              | 05 | Patryk na tropie                          | I Smell a Pat                      |
| 25.05.2022              | 06 | Wakacje na stacji                         | Gas Station Vacation               |
| 26.05.2022              | 06 | Bożenka Barbarzynka                       | Bunny the Barbarian                |
| 27.05.2022              | 07 | Duchy w domu Rozgwiazdów                  | The Haunting of Star House         |
| 27.05.2022              | 07 | Kto tak rośnie mamusi?                    | Who’s a Big Boy?                   |
| 30.10.2022              | 08 | Dwadzieścia tysięcy mil przerażenia       | Terror at 20,000 Leagues           |
| 06.06.2022 (Nicktoons)  | 09 | Do taty i z powrotem                      | To Dad and Back                    |
| 07.06.2022 (Nicktoons)  | 09 | Surwiwalowanie                            | Survivoring                        |
| 17.12.2022 (Nicktoons)  | 10 | W samą porę na Święta                     | Just in Time for Christmas         |
| 17.12.2022 (Nicktoons)  | 10 | Festiwal tradycji Klopnodiańskich         | Klopnodian Heritage Festival       |
| 08.06.2022 (Nicktoons)  | 11 | X oznacza to                              | X Marks the Pot                    |
| 09.06.2022 (Nicktoons)  | 11 | Zaułek Patryka                            | Patrick’s Alley                    |
| 10.06.2022 (Nicktoons)  | 12 | Perła chce zostać gwiazdą                 | Pearl Wants to Be a Star           |
| 13.06.2022 (Nicktoons)  | 12 | Supernianie                               | Super Sitters                      |
| 14.06.2022 (Nicktoons)  | 13 | Wiadomości Ciućmoków                      | Nitwit Neighborhood News           |
| 15.06.2022 (Nicktoons)  | 13 | Finał półsezonu                           | The Patrick Show MidSeason Finale  |
| 21.05.2023              | 14 | Jak zmniejszono Rozgwiazdy                | Shrinking Stars                    |
| 29.05.2023              | 14 | Fiśpatryk                                 | FitzPatrick                        |
| 31.05.2023              | 15 | Niesamowita podróż                        | The Uncredible Journey             |
| 30.05.2023              | 15 | Gwiazda na scenę!                         | Host-a-Palooza                     |
| 01.06.2023              | 16 | Spłata i opłata                           | Backpay Payback                    |
| 02.06.2023              | 16 | Pościg za domem                           | House Hunting                      |
| 05.06.2023              | 17 | Ślinotok                                  | The Drooling Fool                  |
| 06.06.2023              | 17 | Patryk i kosmo-stwory                     | Patrick’s Got an Alien Zoo Loose   |
| 07.06.2023              | 18 | Patrefekt motyla                          | The Patterfly Effect               |
| 07.06.2023              | 18 | Niezapomniana historia kosmicznie miłosna | A Space Affair to Remember         |
| 08.06.2023              | 19 | ZetPeTy                                   | Home ECCH!                         |
| 08.06.2023              | 19 | Frajda i zabawa                           | Fun & Done!                        |
| 09.06.2023              | 20 | Małe rozrabiaki                           | Little Patscals                    |
| 09.06.2023              | 20 | Patryk Rozgwiazda Pierwotny Show          | The Pre-Histroic Patrick Star Show |
|                         | 21 | Przerwa na reklamę                        | The Patrick Show Sells Out         |
| Bal u Neptuna           | 21 | Neptune’s Ball                            |                                    |
|                         | 22 | Zarost na zapas                           | Dad’s Stache Stash                 |
| Chytry korzeń           | 22 | A Root Galoot                             |                                    |
|                         | 23 | Rozgwiezdne nagrody                       | The Starry Awards                  |
| Święto Chrzęstczynienia | 23 | Blorpsgiving                              |                                    |
|                         | 24 | Kaskaderka                                | Stuntin                            |
| Pobite gary i organy    | 24 | Olly Olly Organ Free                      |                                    |
|                         | 25 | Babcia wiedźma                            | Which Witch is Which?              |
| Niefajni fani           | 25 | Get Off My Lawnies                        |                                    |
|                         | 26 | Recenzje Bąblodzioba                      | Bubble Bass Reviews                |
| Kumple z paki           | 26 | Patrick’s Prison Pals                     |                                    |